# Зелена хвиля (книжковий ярмарок)
Зеле́на хви́ля — це міжнародна книжкова виставка-ярмарок, яку проводять в Одесі у серпні. Метою цього заходу є створення умов для збереження та підтримки культурних традицій, налагодження зв'язків між читачами, авторами та книгорозповсюджувачами. Цей захід є вже традиційним для міста Одеси, де видавництва представляють свій репертуар просто неба на вулиці Дерибасівській. Таке розташування видавництв свідчить про їхню мовну політику. Цю виставку-ярмарок проводять під патронатом Одеської обласної адміністрації та Одеської міської ради. Організаторами є компанія «Експо-Юг-Сервіс», партнер — Агентство регіонального розвитку. Щороку, традиційно відкриває «Зелену хвилю» Михайло Жванецький.

## Продукція
Видавництва представляють видання з художньої, навчальної, технічної, духовної, дитячої, науково-популярної літератури. Також тут представлено електронні видання та власне електронні версії книг, а також представлення послуг, які видавництво може надати.

## Учасники
У виставці беруть участь такі видавництва — " Генеза", «Ранок», КО «Лагуна», «МАПА», «Енотека», «Теза», «Естерна» (Росія), «Зебра Е» (Росія), «Райдуга», видавництво Національного авіаційного університету тощо.

## Заходи
Традиційно у межах заходу відбуваються такі події: конкурс «Мистецтво книги», «Одеса на книжкових сторінках», презентація спеціальної експозиції, яка присвячена певній події, літературно-музичний вечір, який також присвячений певній події, благодійна акція «Бібліотеці у подарунок», концертна програма «Територія романсу», презентації нових книг, зустріч з авторами. У 2012 році організатори оновили список подій і додали до виставки ще й конкурс дитячого малюнку «iParus», благодійну акцію «Книга для дитячого будинку».